# Norberto Conde
Norberto Conde (Buenos Aires, 14 marzo 1931 – 8 settembre 2014) è stato un calciatore argentino, di ruolo centrocampista.

## Carriera

### Club
Ha sempre giocato nel campionato argentino.

### Nazionale
Con la maglia della nazionale argentina ha totalizzato 13 presenze.

## Palmarès

### Nazionale
- Campeonato Sudamericano de Football: 1

Cile 1955

### Individuale
- Capocannoniere del campionato argentino: 1

1954 (19 reti)